# NRG Stadium
Le NRG Stadium (anciennement Reliant Stadium) est un stade de football américain situé à côté du NRG Astrodome dans le NRG Park de Houston, au Texas.
Depuis 2002, les Texans de Houston, membres de la division sud de l'American Football Conference de la NFL y jouent leurs matchs à domicile.
Il y est organisé chaque année le plus grand rodéo du monde et connu sous le nom de Houston Livestock Show and Rodeo (HLSR).
Le NRG Stadium a une capacité de 72 220 places, mais celle-ci peut-être augmentée à 80 000 pour certains concerts. Il dispose de 197 suites de luxe, 8 400 sièges « club » ainsi que 25 000 places de stationnement.

## Histoire
Le NRG Stadium a été le premier stade de la National Football League à posséder un toit rétractable. Les architectes de HOK Sport et de Uni-Systems ont travaillé ensemble pour établir la conception et la mécanisation du bâtiment, employant les principes de base de l'architecture cinétique.
Avant l'année 1997, la ville de Houston possédait une franchise de football américain en National Football League, les Oilers de Houston. Cette équipe avait joué près de trois décennies dans l'Astrodome et, milieu des années 1990, elle commençait à réclamer l'édification d'un nouveau terrain plus moderne. À la suite de nombreuses négociations infructueuses, l'équipe décide de déménager dans l'État du Tennessee à Nashville dès la fin de saison 1996. La franchise change de nom et devient les Oilers du Tennessee, ceux-ci étant ensuite rebaptisés Titans du Tennessee.
Plus tard, l'homme d'affaires Bob McNair fait appel aux architectes de la société HOK Sport pour concevoir un nouveau stade à toit rétractable dans l'espoir d'accueillir à Houston une nouvelle équipe NFL. En 1999, la NFL est convaincue par le projet innovant et attribue une nouvelle franchise à Houston. Celle-ci est baptisée Texans de Houston et Bob McNair doit en devenir le propriétaire. L'emplacement de la nouvelle enceinte est choisi sur un terrain adjacent à l'Astrodome et le chantier débute officiellement le 9 mars 2000. En octobre 2000, la compagnie Reliant Energy signe un énorme contrat de $300 millions de dollars qui lui permet d'apposer son nom sur toutes les infrastructures du Reliant Park pour les trente-deux prochaines années. Le NRG Stadium ouvre pour la première fois ses portes au public le 24 août 2002 à l'occasion d'une rencontre d'avant saison opposant les Texans aux Dolphins de Miami. Le premier match de saison régulière des Texans à domicile se déroule le 8 septembre 2002 contre les Cowboys de Dallas.
Le budget pour la construction du stade était de $352 millions de dollars. Bob McNair y a contribué en fournissant $115 millions. Cette somme était composée de $50 millions en Personal Seat Licenses (en), de $10 millions provenant des taxes de stationnement et de billets pour d'autres événements, et de $50 millions de droit de location par la franchise. Le financement public est monté à $237 millions par le biais d'impôts sur les hôtels et la location de voitures. Le choix du toit rétractable a été choisi en raison du climat propice à de fortes chaleurs et parce que l'enceinte accueille des rodéos et plus de 2 millions de spectateurs par an. Le NRG Stadium dispose de beaucoup d'agréments avec 8 200 sièges « club », 187 suites de luxe, des clubs « lounges », des bars ainsi que la boutique officielle des Texans (Team Store). Bien qu'ouvert depuis peu de temps, le stade a déjà accueilli une des plus grandes rencontres de football américain, le Super Bowl XXXVIII de 2004 qui a vu la victoire des Patriots de la Nouvelle-Angleterre sur les Panthers de la Caroline sur le score de 32 à 29. Le spectacle de la mi-temps de ce match est resté dans les annales à la suite du scandale du Nipplegate.
Le 9 août 2006, le stade connait la plus grande affluence pour un match de soccer au Texas avec 70 550 spectateurs. Le match opposait le FC Barcelone au Club América et s'est terminé sur un nul (4-4).
Le dimanche 9 mars 2008, le Houston Livestock Show and Rodeo attire 73 459 spectateurs, ce qui constitue le record d'assistance du stade.

### Ouragan Ike
Dans la nuit du 12 au 13 septembre 2008, le stade est endommagé par l’Ouragan Ike, ce qui force la remise du match d'ouverture de la saison 2008 des prévus le 14 septembre contre les Ravens de Baltimore.

## Événements
| - Houston Livestock Show and Rodeo, depuis 2002 ; - Big 12 Conference Championship, 2002 et 2005 ; - Houston Bowl, 2002 à 2005 ; - Concert de The Rolling Stones, 25 janvier 2003 ; - Concert de Linkin Park, 2 août 2003. Enregistré pour le CD/DVD Live in Texas ; - Bayou Bucket, 2004 ; - Super Bowl XXXVIII, 1er février 2004 ; - Gold Cup 2005 ; - Texas Bowl, depuis 2006 ; - East-West Shrine Game, 2007 et 2009 ; - Gold Cup 2007 ; - Tournoi South Regional du Championnat NCAA de basket-ball, 28 et 30 mars 2008 ; - WrestleMania XXV, 5 avril 2009 ; - Gold Cup 2009 ; - Concert de U2, 14 octobre 2009 ; - Tournoi South Regional du Championnat NCAA de basket-ball, 26 et 28 mars 2010 ; - Match des étoiles de la MLS, 28 juillet 2010 ; | - Concert de KISS, 15 mars 2011 ; - Final Four basket-ball NCAA, 2011 ; - Gold Cup 2011 ; - Tournoi South Regional du Championnat NCAA de basket-ball, 27 et 29 mars 2015 ; - Final Four basket-ball NCAA, 2016 ; - Concert de Beyoncé (The Formation World Tour), 7 mai 2016 ; - Matchs de la Copa América Centenario, juin 2016 ; - Concert de Guns N' Roses (Not in This Lifetime... Tour), 5 août 2016 ; - Super Bowl LI, 5 février 2017 ; - Concerts de Beyoncé et Jay-Z (On the Run II Tour), 15 et 16 septembre 2018 ; - Concert de Taylor Swift (Reputation Stadium Tour), 29 septembre 2018 ; - Concert de Zedd, 8 mars 2019 ; - Concerts de Taylor Swift (The Eras Tour), 21, 22 et 23 avril 2023 ; - Concerts de Beyoncé (Renaissance World Tour), 23 et 24 septembre 2023 ; - Matchs de la Copa América 2024, juin-juillet 2024. |

## Galerie

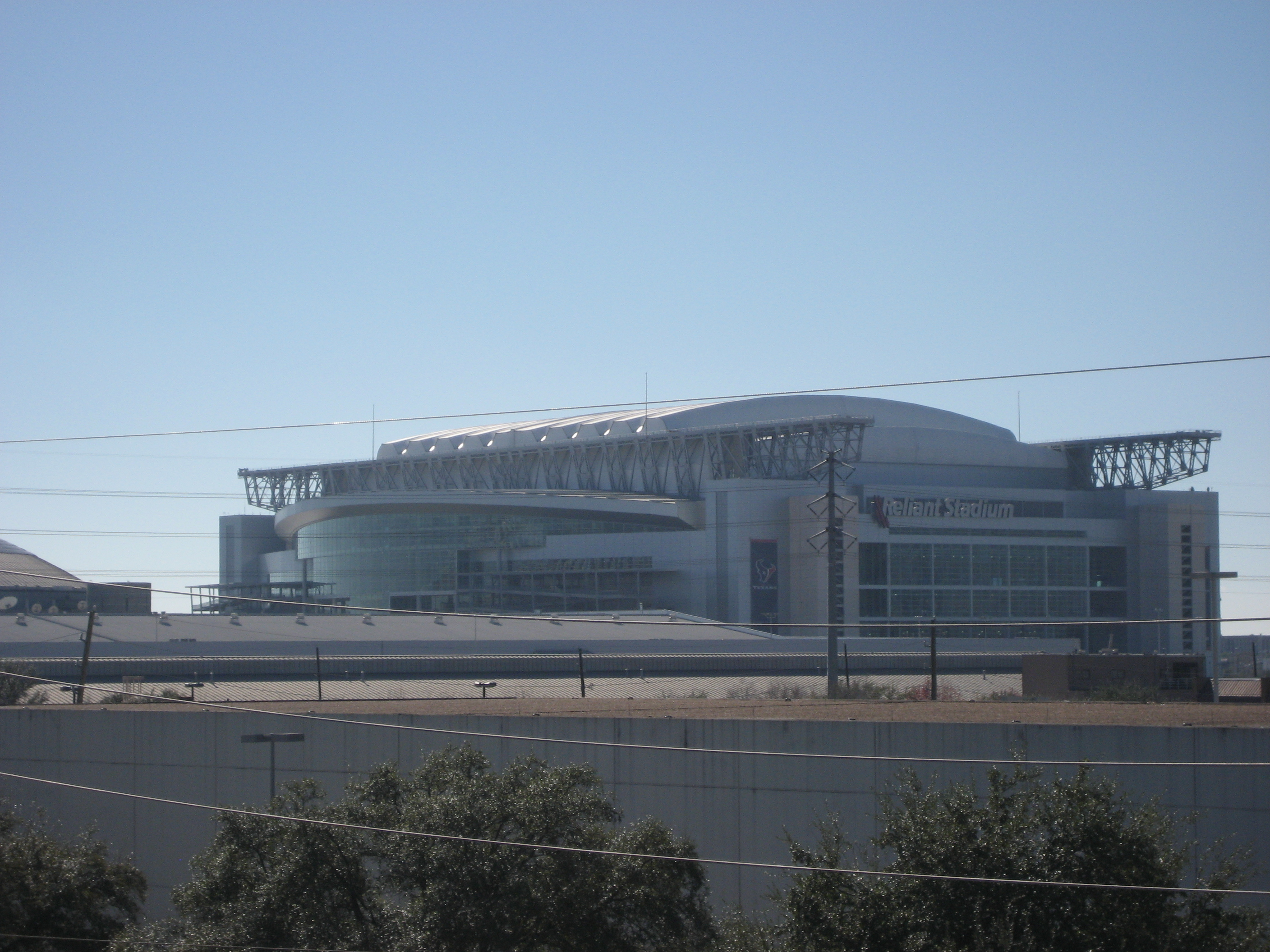
Vue extérieure
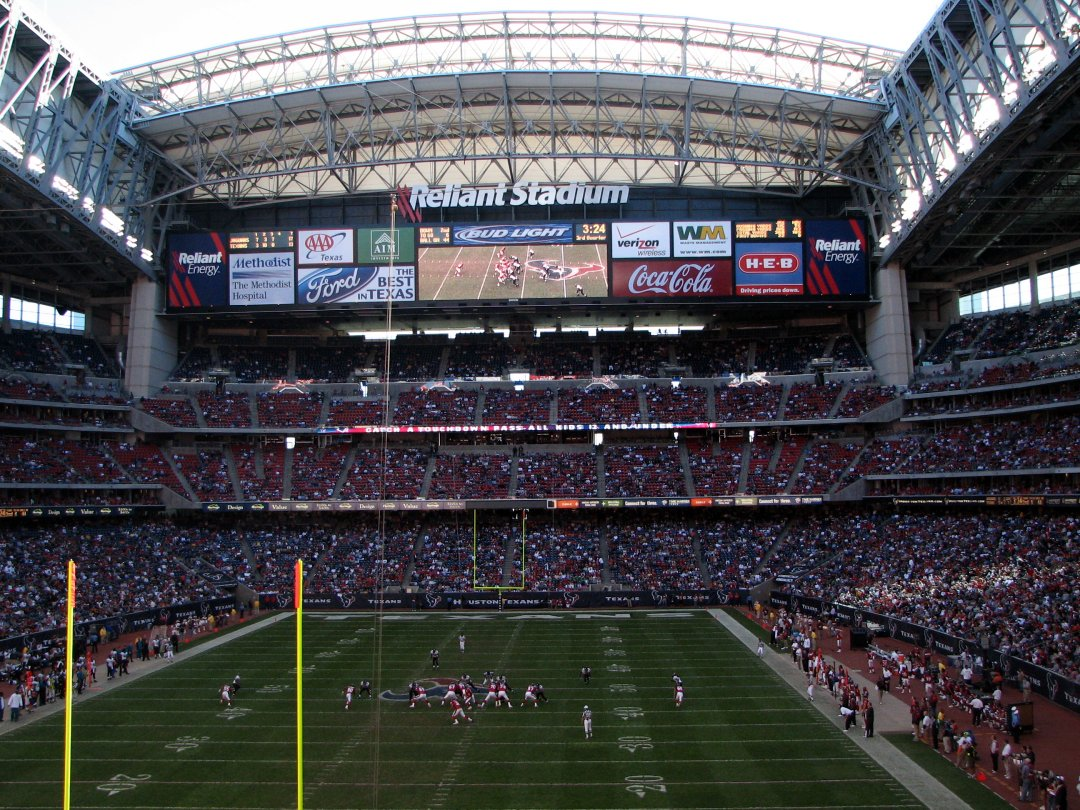
Match des Texans
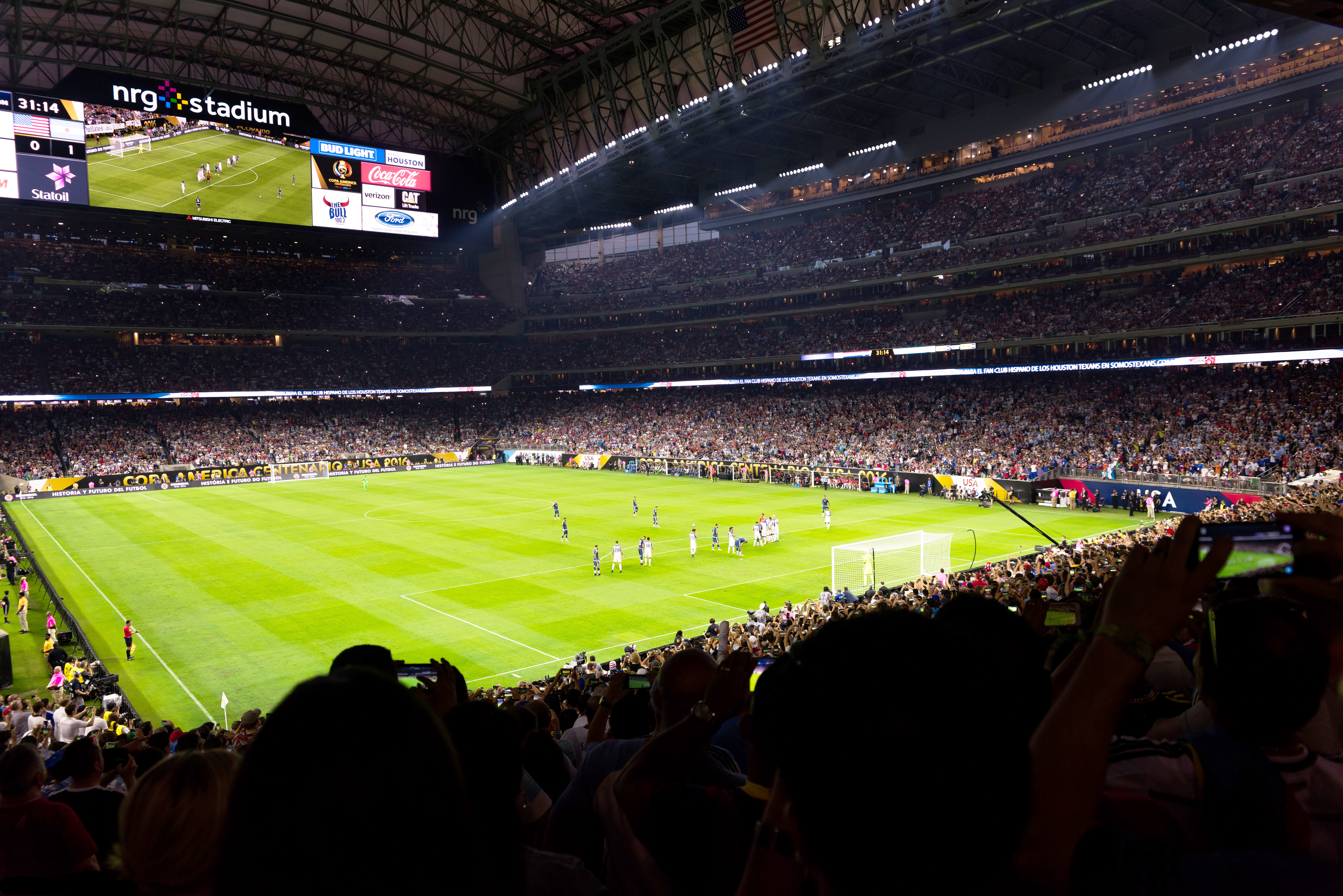
Intérieur
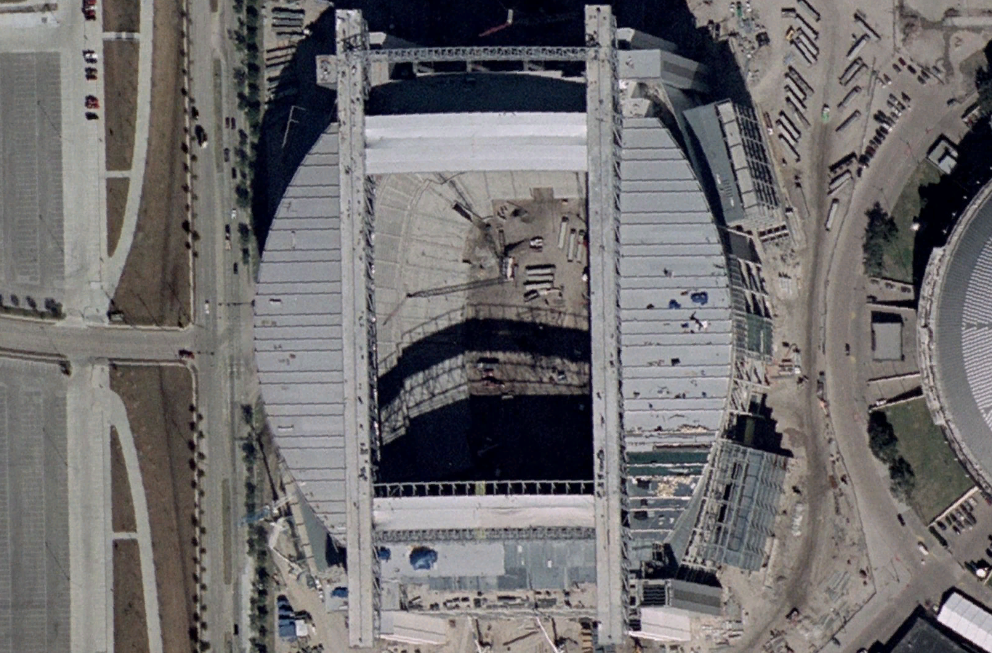
Image satellite (2002)
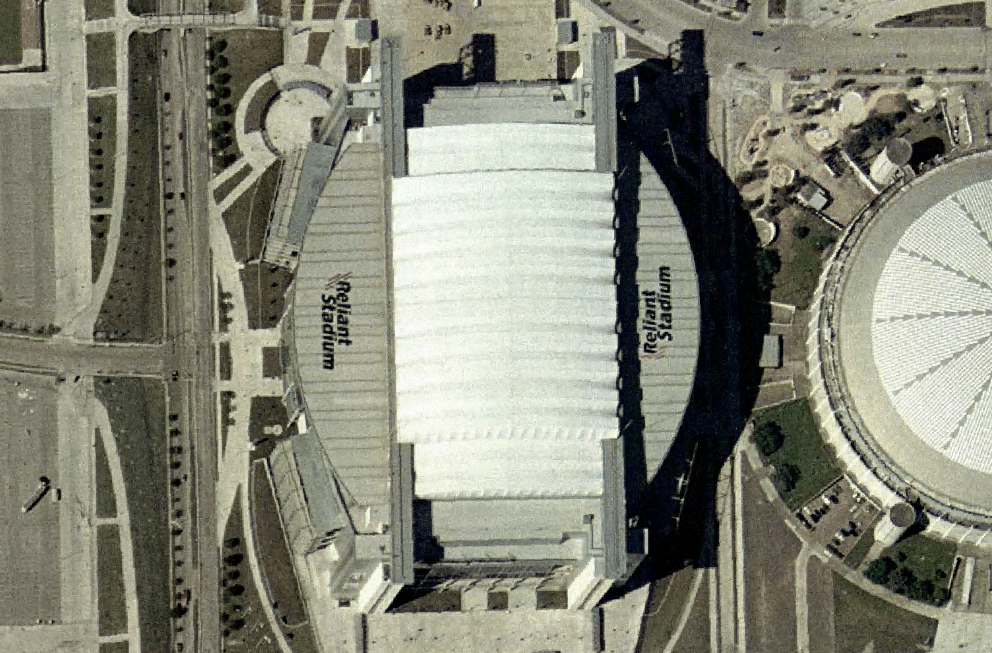
Image satellite